# آکسان
آکسان یا اَکسِنت (انگلیسی: Accent) در موسیقی، به معنی تأکید یا تکیه بر شدت صدا روی یک یا چند نُت در ضربِ میزان است. در این شیوه، با نَمادِ (<) که روی نُتِ خاص، قرار می‌گیرد، حدود دوبرابر از نوانسِ نوشته‌شده بر شدت صدا افزوده می‌شود. علامت آکسان، تفسیری از یک عبارتِ موسیقی است که آهنگساز سعی دارد به بیانی دیگر از حالتِ اجرای موسیقی غیر از روالِ معمولِ آن بپردازد.

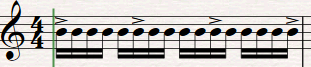
یک نمونه از کاربرد آکسان در موسیقی

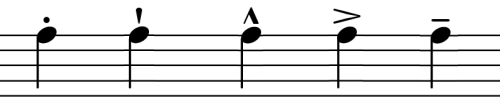
علامت‌های رایج در موسیقی، از چپ به راست (چهارمی «آکسان» است): ۱) استاکاتو، ۲) استاکاتیسیمو، ۳) مارکاتو، ۴) آکسان، ۵) تِنوتو